# Кланове (Наруто)
Това е списък с клановете от анимето и мангата Наруто, създедени от Масаши Кишимото. Всеки от тях притежава своя уникална способност, а някои дори и кекейгенкай.

## Кланът Абураме
- Местоположение: Коноха
- Участници: Шино Абураме, Шиби Абураме
- Информация: Кланът Абураме обикновено се асоциира с думата „буболечки“. Когато някой от клана се роди той става преносител на буболечки, които се хранят с чакрата му. В замяна на това буболечките му помагат в битка.

## Кланът Акимичи
- Местоположение: Коноха
- Участници: Чоджи Акимичи, Чоуза Акимичи
- Информация: Този клан включва две от най-пълните нинджи в сериите. Кланът Акимичи се специализира в определени техники. Също така те използват хапчета, които увеличават тяхната маса за да имат предимство в битките.

## Кланът на Хаку
- Местоположение: Селото скрито в Мъглата
- Участници: Хаку, майката на Хаку
- Информация: Кланът на Хаку е от Селото скрито в мъглата. Не се знаят подробности за този клан. Повечето от атаките, които извършват хората от този клан са водни. Членовете му имат специално кекейгенкай – джутсу наречено "Кристални ледени огледала".

## Кланът Хюга
- Местоположение: Коноха
- Участници: Ханаби Хюга, Хиаши Хюга, Хината Хюга, Хизаши Хюга, Неджи Хюга
- Информация: Кланът Хюга е известен с техниката им, която се предава по кръвна линия – джуцу Бякуган. То им позволява да виждат през различни предмети, а това от своя страна им дава възможност да виждат много надалече. В него са две семейства, главното и родственото семейство. Целта е родственото семейство да закриля главното семейство. Те съществуват само за това. „Бякоган“ е много желан и от други кланове и затова се е стигало дори и до война. В края на войната клановете сключили мирен договор, но един от другия клан престъпил мира и се запътил да открадне знаците за тази техника. За щастие бащата на Хината Хюга (най-главен от целия клан) го чул и го убил. Мирът бил нарушен и бащата трябвало да умре. Той имал брат близнак (бащата на Неджи Хюга). За да не пострада целият клан, не истинският водач, а брат му (близнакът) бил изпратен и осъден на смърт. Кланът Хюга също поставя специални печати на челата на второстепенните (Неджи и баща му) за да ги контролира. Чрез този печат, по-висшите могат да ги накарат да се гърчат на пода от болка и да ги изтезават до смърт само с едно-единствено джуцу. Кланът Хюга е един от най-големите кланове в Коноха.

## Кланът Инузука
- Местоположение: Коноха
- Участници: Акамару, Киба Инизука, Цуме Инузука, Хана Инузука
- Информация: Характерно за участниците на този клан е, че те се бият като кучета. Повече от атаките и способностите им са точно като на истински кучета. Те също отглеждат нинджа-кучета, които после им помагат в битки.

## Кланът Камизури
- Местоположение: Селото скрито в Камъните
- Участници: Жибачи Камизури, Куробачи Камизури, Сузумебачи Камизури
- Информация: Уменията на клана Камизури са сходни с тези на клана Абураме. Докато другия клан може да контролира буболечки, този може да контролира пчели. След като веднъж успешно успяват да атакуват Коноха, те са спрени от клана Абураме.

## Кланът Кагуя
- Местоположение: Селото скрито в Мъглата
- Участници: Кимимаро Кагуя
- Информация: Кланът е известен със способността на членовете си да възстановяват счупените си кости. Освен това те могат да използват костите си като оръжие. Повечето членове на този клан са били убити в битка.

## Кланът Нара
- Местоположение: Коноха
- Участници: Шикамару Нара, Шикаку Нара
- Информация: Участниците в този клан владеят способности, свързани със сенките. Те могат да накарат сенките им да се разтегнат до някой друг човек и по този начин да го контролират. Това джутсу се нарича "Джутсу Обсебваща Сянка".

## Кланът Узумаки
- Местоположение-Узу(Узугакуре)
- Членове-Наруто Узумаки, Кушина Узумаки(майката на Наруто)
- Инфомарция-

## Кланът Учиха
- Местоположение: Коноха
- Участници:Итачи Учиха, Саске Учиха, Фугаку Учиха (бащата на Саске), Микото Учиха (майката на Саске), Мадара Учиха, Изуна Учиха (Брата на Мадара) и Обито Учиха.

Информация: Кланът Учиха е един от най-страховитите кланове в сериите. Но след атаката над тях от член на клана остават само трима - Итачи Учиха, Учиха Мадара и Саске Учиха. Кланът им притежава техника, която се предава по кръвна линия - Шаринган. Тази техника им позволява да копират, разчитат и разбират всяка техника и всяко движение на опонента си.